# Comté de Los Alamos
Pour les articles homonymes, voir Los Alamos.
Le comté de Los Alamos est l’un des 33 comtés de l’État du Nouveau-Mexique, aux États-Unis. Son siège est Los Alamos. Selon le recensement de 2000, sa population est de 18 343 habitants. 

## Comtés adjacents
- Comté de Rio Arriba (nord)
- Comté de Santa Fe (est)
- Comté de Sandoval (sud et ouest)

## Transports
- Aérodrome de Los Alamos